# Euphorbia officinarum
El cardón moruno (Euphorbia officinarum) es un arbusto monoico cactiforme, de hasta 1,5 m e incluso más en buenas condiciones de suelo y clima. 

## Descripción
Porte generalmente hemiesférico, con tallos erguidos, menos extendido por el suelo que Euphorbia resinifera. Tallos ramosos, con frecuencia más cortos que las ramas, de sección estrellada con 5-10 ángulos. Espinas estipulares mucho más desarrolladas que en la especie citada, fuertes, rígidas; dispuestas por parejas sobre los ángulos, nacen en un escudete oblongo-linear decurrente que forma una línea continua a lo largo del ángulo. Hojas reducidas a diminutos tubérculos situados sobre las espinas. Inflorescencias más o menos pedunculadas, con 1-5 ciatios, dispuestas en la mitad superior de las ramas. Ciatios laterales hermafroditas; ciatio central generalmente masculino, que suele madurar y desprenderse antes que los laterales. El ciatio en su conjunto puede ser de amarillo a rojo-púrpura, según las subespecies. El fruto es una cápsula subglobosa de 2,5-5 x 2,2-4 mm, con pedicelo de verdoso a rojo-púrpura. Cocas muy marcadas, glabras, lisas o finamente punteadas, verdosas o rojo-purpúreas, pero siempre con carena púrpura intenso. Cada coca lleva en su interior una semilla variable en tamaño según la subespecie, de superficie gruesamente arrugada, blanquecina, amarillenta o grisácea; sin carúncula. Florece de verano a otoño y fructifica desde el final de verano y a lo largo del otoño.

## Hábitat
Terrenos muy diversos de baja y media altitud, desde el nivel del mar a 1900 m, en ambiente árido, pero con humedad atmosférica relativamente alta debido a la influencia oceánica.

## Distribución
Endemismo del norte de África. Zona macaronésica continental y Sahara occidental.  La subespecie officinarum es un endemismo de la región macaronésica marroquí, en tanto que la subespecie echinus tiene una distribución mucho más amplia, pues vive mejor en zonas semidesérticas: su límite norte es el río Sous, llegando por el Sahara occidental hasta la región de Zemmour.

## Taxonomía
Euphorbia officinarum fue descrita por Carlos Linneo y publicado en Species Plantarum 451, en 1753.

#### Etimología
Euphorbia: nombre genérico que deriva del médico griego del rey Juba II de Mauritania (52 a 50 a. C. - 23), Euphorbus, en su honor – o en alusión a su gran vientre –  ya que usaba médicamente Euphorbia resinifera. En 1753 Carlos Linneo asignó el nombre a todo el género.
officinarum: epíteto latino que significa "planta medicinal de venta en herbarios"

#### Sinonimia
- Tithymalus officinarum (L.) H.Karst. (1882).
- Euphorbia officinarum var. genuina Maire in É.Jahandiez & R.C.J.E.Maire (1932), nom. inval.[6]